# Robert Anderson (acteur, 1890-1963)
 (avril 2019).
Si vous disposez d'ouvrages ou d'articles de référence ou si vous connaissez des sites web de qualité traitant du thème abordé ici, merci de compléter l'article en donnant les références utiles à sa vérifiabilité et en les liant à la section « Notes et références ».
Pour les articles homonymes, voir Robert Anderson et Anderson.
Ne doit pas être confondu avec Robert Anderson (acteur, 1920-1996).
Robert Rasmus Christian Andersen, connu sous le nom américanisé de Robert Anderson (né le 22 juillet 1890 à Odense, au Danemark et mort le 25 juin 1963  à Woodland Hills, un quartier de Los Angeles, en Californie) est un acteur américain d'origine danoise de l'ère du cinéma muet.

## Biographie
Robert Anderson est né à Odense, au Danemark. Il commence une carrière d'acteur en 1915, après son arrivée aux États-Unis, et joue, jusqu'en 1934 dans plus de quarante films. Il participe, avec D. W. Griffith, à la création des maquillages du monumental classique de Griffith Intolérance. Il est apparu par la suite dans le film de propagande sur la Première Guerre mondiale Cœurs du monde (Hearts of the World) réalisé par D.W. Griffith, sorti en 1918. La même année il tourne dans Bas les masques ! (The Hun Within) de Chester Withey et dans The Heart of Humanity, un autre film de propagande sur la Première Guerre mondiale, produit par Universal Pictures et réalisé par Allen Holubar, dans lequel il joue le rôle de l'un des frères de Paul Patricia . 
En 1920, il réalise un court métrage, My Lady's Ankle, qui sera sa seule tentative dans le domaine de la réalisation.
Il fait une apparition remarquable aux côtés de Lionel Barrymore dans La Tentatrice (The Temptress) (1926), le second film de Greta Garbo pour la MGM, réalisé par Fred Niblo.
Il est également connu pour sa performance dans le rôle du méchant Sebastian dans Ombres blanches (White Shadows in the South Seas), réalisé par W. S. Van Dyke et Robert J. Flaherty, filmé à Tahiti, avec Monte Blue en vedette, sorti en 1928, pour lequel Clyde De Vinna remporta l'Oscar de la meilleure photographie lors de la 2e cérémonie des Oscars.
Robert Anderson a tenté de poursuivre sa carrière cinématographique encore quelques années après l'arrivée du cinéma parlant et a tourné dans quelques films. Son dernier rôle fut dans Le Grand Barnum (The Mighty Barnum) de Walter Lang en 1934, pour lequel il ne fut même pas crédité. 
Il est mort le 25 juin 1963 à l'âge de 72 ans.

## Filmographie

### Comme acteur
- 1915 : Pals in Blue de Tom Mix (1915)
- 1915 : Foreman of Bar Z Ranch de Tom Mix
- 1915 : The Gold Dust and the Squaw de Tom Mix
- 1917 : Draft 258 de Christy Cabanne
- 1918 : Cœurs du monde (Hearts of the World) de D. W. Griffith
- 1918 : Bas les masques ! (The Hun Within) de Chester Withey
- 1918 : Pour L'Humanité (The Heart of Humanity) d'Allen Holubar
- 1918 : Fires of Faith d'Edward José
- 1919 : A Phantom Fugitive de Jacques Jaccard
- 1919 : Cyclone Smith Plays Trumps de Jacques Jaccard
- 1919 : The Petal on the Current de Tod Browning
- 1919 : The Right to Happiness d'Allen Holubar
- 1919 : Tempest Cody Hits the Trail de Jacques Jaccard
- 1919 : Tempest Cody Flirts with Death de Jacques Jaccard
- 1919 : Tempest Cody Rides Wild de Jacques Jaccard
- 1919 : Tempest Cody's Man Hunt de Jacques Jaccard
- 1919 : Common Property (en) de William C. Dowlan et Paul Powell
- 1920 : Loose Lions and Fast Lovers de Fred C. Fishback
- 1920 : Under Sentence d'Edward O'Fearna
- 1920 : L'oiseau s'envole (Once to Every Woman) d'Allen Holubar
- 1920 : Loose Lions de William H. Watson
- 1920 : My Lady's Ankle de Robert Anderson
- 1921 : Uneasy Money de William Watson
- 1921 : Below the Deadline de J.P. McGowan
- 1921 : Dr. Jim de William Worthington
- 1922 : Le Roman de cousine Laure (Tillie) de Frank Urson
- 1922 : The Girl in His Room d'Edward José
- 1922 : Une Conquête aérienne (Up in the Air About Mary) de William Watson
- 1923 : The Social Buccaneer de Robert F. Hill
- 1923 : Slander the Woman d'Allen Holubar
- 1923 : L'Éternel Combat (The Eternal Struggle) de Reginald Barker
- 1924 : The Lullaby de Chester Bennett
- 1926 : La Soirée des dupes (The Beautiful Cheat) d'Edward Sloman
- 1926 : La Sublime Envolée (The Non-Stop Flight) d'Emory Johnson
- 1926 : La Tentatrice (The Temptress) de Fred Niblo et Mauritz Stiller
- 1927 : The Wrong Mr. Wright de Scott Sidney
- 1927 : L'Implacable Destin (Love Me and the World Is Mine) d'Ewald André Dupont
- 1928 : Ombres blanches (White Shadows in the South Seas), réalisé par W. S. Van Dyke et Robert J. Flaherty
- 1929 : Le Coup de foudre (Clear the Decks) de Joseph Henabery
- 1932 : Raspoutine et l'Impératrice (Rasputin And The Empress) de Richard Boleslawski
- 1934 : L'Île au trésor (Treasure Island) de Victor Fleming (non crédité)
- 1934 : Le Grand Barnum (The Mighty Barnum) de Walter Lang (non crédité)

### Comme créateur des maquillages
- 1916 : Intolérance de D. W. Griffith

### Comme réalisateur
- 1920 : My Lady's Ankle (court métrage)